# Mesfioua

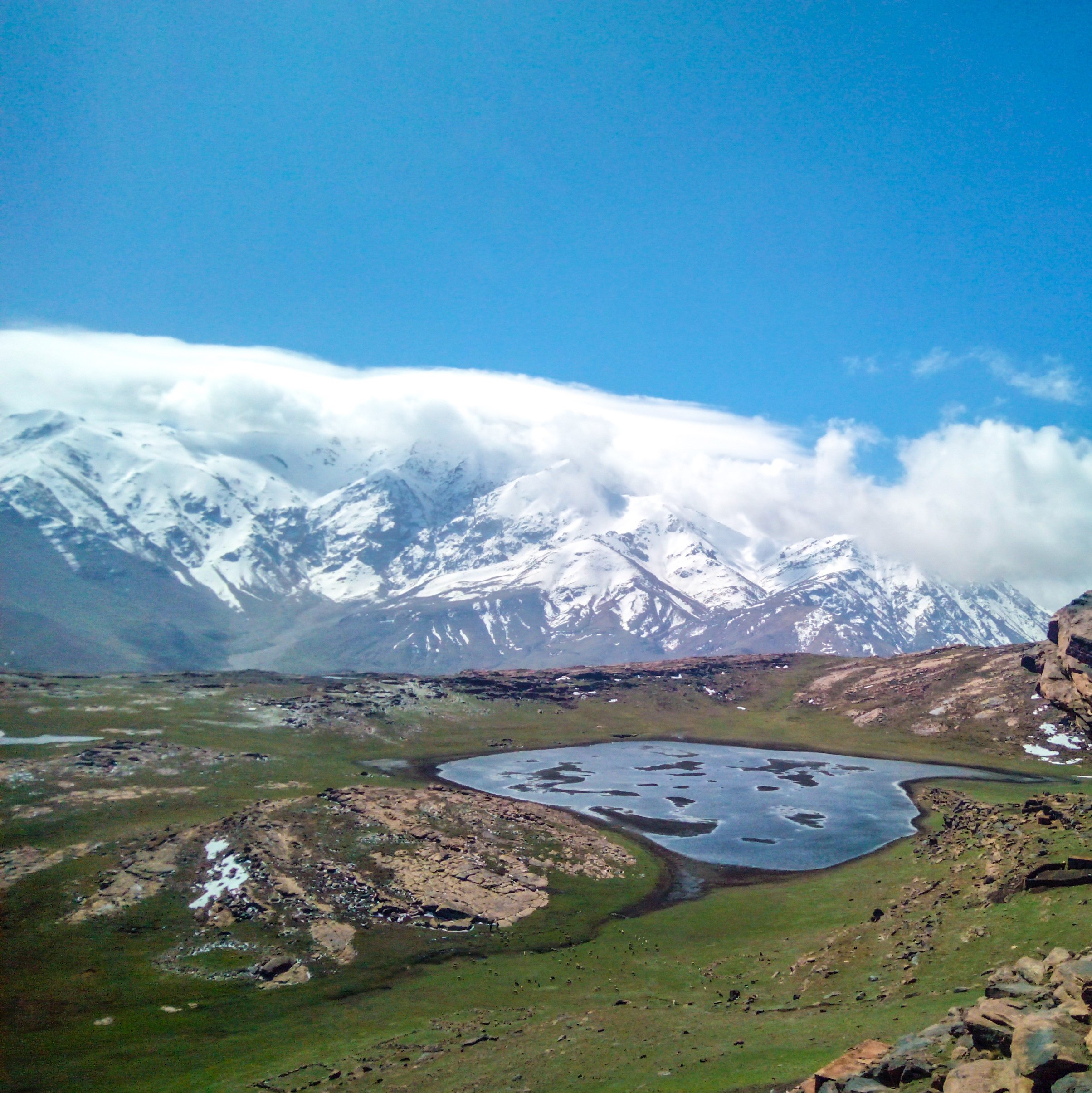
Le plateau de Yaggour, dans le pays de Mesfioua

Mesfioua, Mesfiwa ou Messioua (en tachelhit : Imssiwan ou Imsfiwan, littéralement « les rebelles ») est une tribu chleuhe du Haut Atlas central, installée dans la province d'Al Haouz au sud-est de Marrakech, au Maroc.
Connue pour sa forte tradition guerrière et son territoire escarpé difficile d'accès, la tribu des Mesfioua a longtemps été considérée comme imprenable. Membre de l’aristocratie almohade, regroupant les tribus masmoudiennes proches du pouvoir central, les Mesfioua ont joué un rôle important dans l'expansion almohade, notamment lors de la prise de Marrakech.
Les Mesfioua se sont également distingués par leur insoumission tenace au Makhzen, accueillant des opposants politiques et prenant part à plusieurs soulèvements contre l’autorité centrale.

## Territoire
La tribu occupe une région de transition entre la plaine fertile du Haouz et les contreforts montagneux du Haut Atlas.

Son territoire s'étend autour des localités actuelles de Tidili Mesfioua, Aït Ourir, Aghmat et Tighedouine. Il est délimité par l’oued Ourika à l’ouest, l’oued Rdat à l’est, la forêt de Toufliht au nord et les premiers reliefs du Haut Atlas au sud.
« Le pays Mesfioua s’étend entre l’oued Ourika et l’oued Rdat ; c’est la partie la plus belle de la plaine de Marrakech, mais aussi la moins pacifiée, car les Mesfioua ont la tête près du bonnet, s’insurgeant facilement. »  — Georges Saint-Yves, Bulletin de géographie d'Aix-Marseille, 1922
Principales communes :
- Aït Ourir
- Tidili Mesfioua
- Aghmat
- Tighedouine

## Composition tribale
D'après Ibn Khaldoun, la tribu des Mesfiwa se compose historiquement de deux branches : les Doughagha et les Youtanan. De nos jours, cette division perdure à travers deux ensembles : les Mesfiwa Imi n Zat et les Mesfiwa Qejji.

### Mesfiwa Imi n Zat[5]
- Ayt Zat
- Ayt Wagustit
- Ayt Teghdwin
- Ayt Iynzal n Wasif
- Ayt Iynzal n Tegdelt
- Ayt Ziyad
- Ayt Faska (ou Tfaska)
- Ayt Simel
- Ayt Timelli (vivant exclusivement dans la plaine)[4]

### Mesfiwa Qejji (ou Gedji)[5]
- Ayt Uššeg (ou Ušefšeg)
- Ayt Bu Said
- Ayt Bu Jafer
- Ayt Waduz
- Ayt Wanga
- Ayt Abdesslam

Les quatre tribus exclusivement montagnardes sont : Ayt Zzat, Ayt Wagustit, Ayt Uššeg et Ayt Teghdwin.

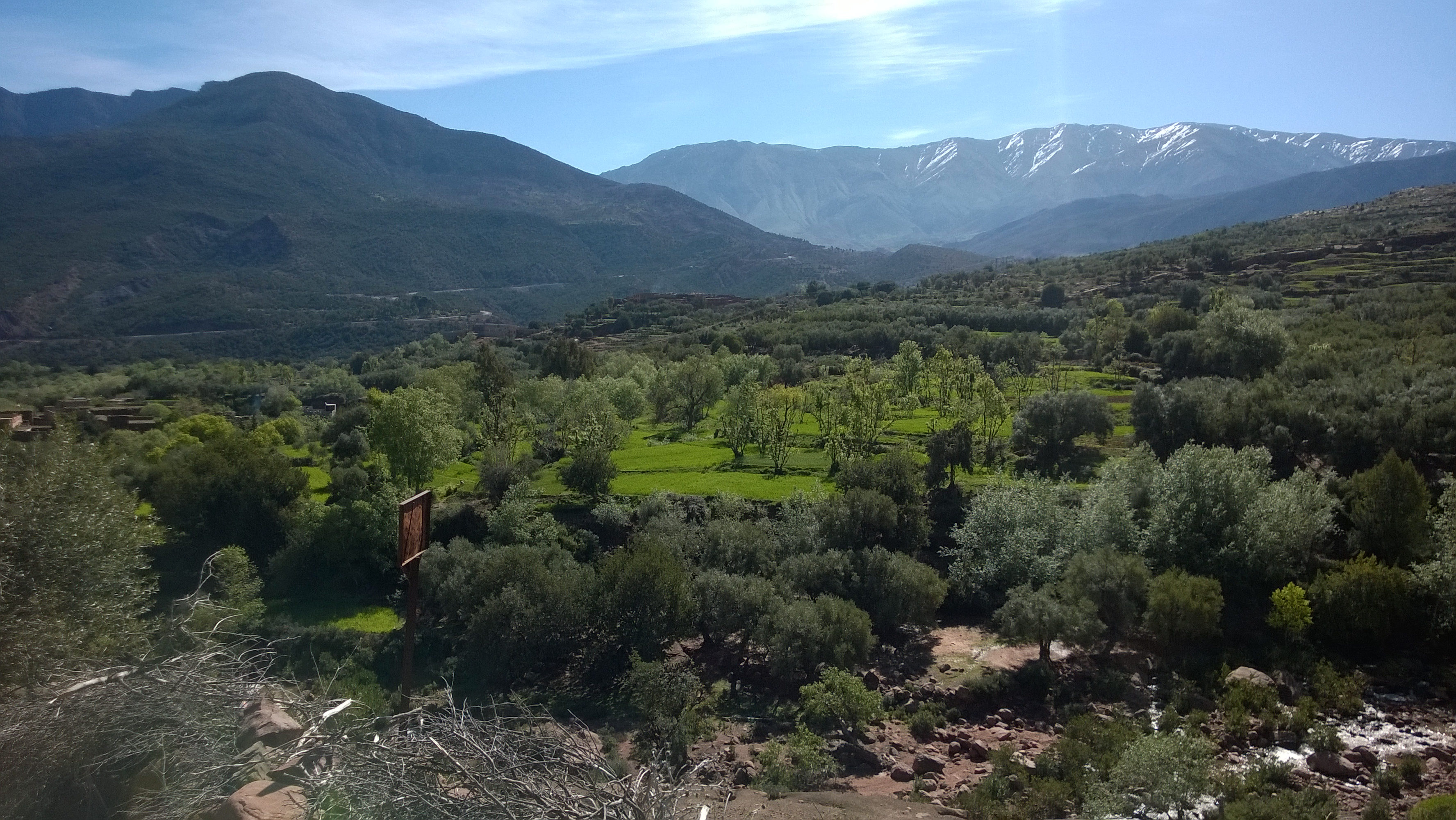
Pays des Ayt Teghdwin.

## Histoire

### Origines
Les Mesfioua sont une branche de la confédération masmoudienne des Assaden, mentionnée par Ibn Khaldoun comme comprenant les factions des Doghagha et des Youtanan.

### Aghmat

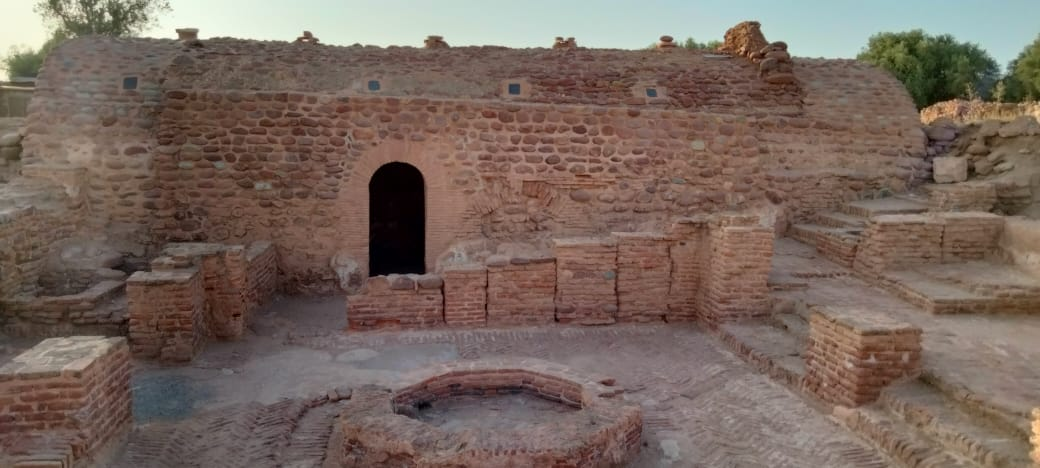
Site archéologique d'Aghmate, première capitale de l'Empire almoravide.

L’ancienne cité Aghmat, capitale des Masmouda et ancienne capitale de la principauté du même nom puis de l’empire almoravide, fait partie du pays des Messioua. Aghmat représente la principale ville et infernale les principaux pôles urbain, économique et religieux du sud du Maroc médiéval, jusqu’à la fondation de Marrakech qui la remplacera à partir du XIIe siècle. Aghmat est aujourd’hui le nom d’une commune, toujours peuplée de Messioua, située à côté de l’ancienne cité qui est constitué aujourd'hui un site archéologique.

### Epoque almohade
Sous les Almohades, les Mesfioua faisaient partie des Ahl Qabail, un groupe de huit tribus masmoudiennes dispersées dans le Haut Atlas, incluant les Hazradja, Hazmira, Haylana, N'fis, Ourika, Azzaden (dont les Mesfioua sont les seuls représentants actuels), Regraga et In Magus. Ces tribus ont joué un rôle crucial dans l'établissement du mouvement almohade et ont participé à la prise de Marrakech en 1147 aux côtés d'autres tribus alliées.

### Epoque desdynasties chérifiennes
La tribu des Mesfioua entretient des rapports particulièrement tendus avec le Makhzen, refusant toute domination extérieure durable. À la différence d'autres groupes tribaux du Haouz, aucun caïd makhzénien ne parvint à s'établir durablement dans leur territoire. Cette singularité est soulignée par un dicton local affirmant que « le caïd n’a jamais mis pied chez les Mesfioua ».
Le premier grand conflit documenté remonte à 1859, lorsque les Mesfioua s'opposent à l’utilisation des eaux de la source Tsaulânt pour irriguer Tabouhanit, localité makhzénienne. Cette résistance aboutit à la destitution du caïd Bou Khobza, accusé de trahison et emprisonné.
En 1894, à la mort du sultan Moulay Hassan, les Mesfioua rejoignent l’insurrection des Rehamna, contestant la régence de Ba Ahmed et contestant le pouvoir central. Ils participent activement à l’assaut contre Marrakech.

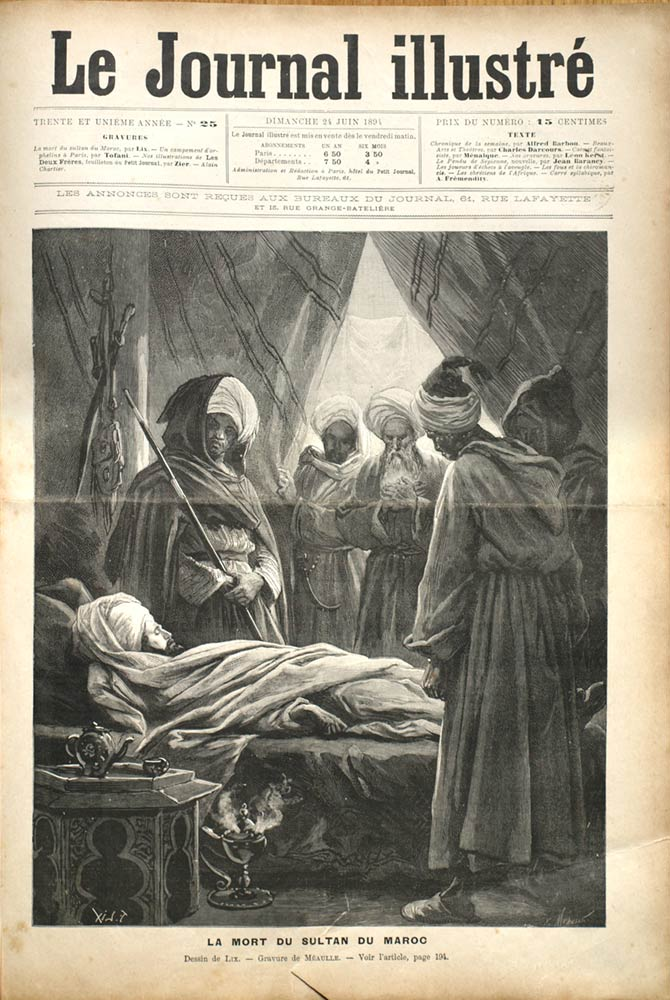
La mort de Hassan Ier, à la une du Journal illustré.

Une nouvelle révolte éclate en 1899. Cette fois, la réponse du Makhzen est brutale : les troupes alliées aux caïds rivaux (notamment le Glaoui de Telouet) mènent une campagne punitive contre les fractions montagnardes. Les soldats du Makhzen incendient les douars, détruisent les greniers, arrachent les arbres fruitiers, et capturent plus de 250 prisonniers, dont une quarantaine sont exécutés sur-le-champ.
Cette résistance acharnée s'explique par plusieurs facteurs : l’ancrage ancien des Mesfioua dans leur territoire, leur organisation segmentaire sans autorité centrale permanente, leur rejet des étrangers (malaqtin), ainsi qu’un fort attachement à leur indépendance tribale. Malgré la pression militaire et administrative croissante du Makhzen, les Mesfioua parviennent à maintenir jusqu’à la fin du siècle une forme d’autonomie de fait.

« Les Mesfioua sont des Chleuh, et que les Chleuh soient des gens de la plaine ou de la montagne, ils ont toujours le même caractère fier et indépendant. Les Mesfioua ont la tête près du bonnet, s’insurgeant facilement, surtout ceux de la montagne, à peu près insoumis, et donnent du travail au pacha de Marrakech. Pour ne pas irriter ces populations très susceptibles, la justice et la prudence s’opposent à ce qu’on les dépossède, et rien ne peut être fait chez elles qu’avec leur consentement et par association. » 

— Georges Saintyves, Bulletin de géographie d'Aix-Marseille, 1922

## Étymologie
Les chroniqueurs divergent sur la signification exacte du nom « Mesfioua », son origine et sa prononciation correcte en amazighe. Les historiens l’appellent « Mesfioua », tandis que les habitants eux-mêmes se désignent par le terme « Msiwa » en arabe, et « Imsiwen » en tamazight.
Certains affirment que le nom pourrait dériver de « Imsufen », signifiant « les rebelles », ce qui reflèterait le caractère insoumis souvent attribué à la tribu. Une autre interprétation contemporaine suggère que le nom évoque une idée d’élévation et de noblesse. Cette hypothèse est renforcée par la présence du radical « Mass », signifiant « seigneur » en amazighe, qu’on retrouve également dans des noms de grandes tribus comme les Masmouda, confédération historique à laquelle appartiennent les Imsiwen.